# KwaMhlanga
KwaMhlanga è una città del Sudafrica, nella provincia del Mpumalanga, sede storica della tribù Ndebele.